# Яйпан
Яйпан (узб. Yaypan / Яйпан) — город, административный центр Узбекистанского района Ферганской области Узбекистана.

## История
Яйпан основан на западе от древнего поселения Сарыкурган, на месте пересечения ручьёв из Соха с юго-запада и ручьёв из Шорсу с юго-востока. Город расположен на плоской равнине в основном образован поселением пастухов, охотников, а позднее ремесленников и торговцев. Через город проходили караванные дороги из Китая и Индии.
Что касается этимологии города, есть несколько версий. По одной из версии, название города происходят от словосочетания «Разлитая вода» (тюркское яй — «разливать», санскрит. панд — «вода»). Также есть версия происхождения слова от племен юэбань. Самая популярная же версия говорит о том, что слово Яйпан с тюрко-монгольских языков означает «равнину» или «плоскость».
К XIX веку, местность была населена в основном оседлым тюркоязычным населением. Оно сформировались в результате длительного процесса смешения древних ираноязычных народов Среднеазиатского междуречья (в том числе и Ферганы) и тюркоязычных племен, которые начали проникать в Среднюю Азию с конца 1 тысячелетия до н.э. и продолжали прибывать во все последующие века.
Бабур описывая события 903/11497-1498 приводит информацию про Насух (ныне Нурсух, село близ Яйпана):
Мечтая о походе на Андижан, я направился в Ташкент к хану, чтобы просить его о помощи. Я уже семь или восемь лет не видел Шах-биким и моих родных и близких; воспользовавшись случаем, я повидался также и с ними. Несколько дней спустя в помощь мне назначили Сайид Мухаммад-мирзу Дуглата, Айюб Бекчика и Джан Хасан Бахрина с семью-восемью сотнями воинов. Получив такое подкрепление, я выступил в путь и, не задерживаясь в Ходженде, быстро прошел мимо и двинулся вперед, оставив Канд-и Бадам по левую руку. Ночью мы внезапным нападением, приставив к стенам лестницы, захватили крепость Насух, что находится в десяти йигачах на пути от Ходженда и в трех йигачах от Канд-и Бадама. В это время [как раз] поспевали дыни. В Насухе есть один сорт дынь, который называется «исмаил-шейхи», кожура у них желтая, похожая на шагрень; это очень нежные дыни. Семечки у них, как яблочные, мякоть толщиной в четыре пальца; удивительно сладкие это дыни, подобных им в тех местах нет.
В 1620 году, в период правления Ишмухаммад Бахадур-хана из династии Аштарханидов, часть территории Яйпана была пожалована кадию Камал ад-дину на правах дарбаста — с полным налоговым иммунитетом, правом владения и предоставлением оросительной воды, что свидетельствует о высокой ценности этих земель и значении Яйпана как обжитого и развитого сельскохозяйственного района.
Территорию нынешнего Кокандского оазиса, находящегося рядом с Яйпаном, дештикипчакские узбеки начали осваивать примерно в конце XVII начале XVIII в. Причем, похоже, что они были едва ли не первыми поселенцами этих, тогда еще пустынных, солончаковых и песчаных, местами болотистых земель (остальные, более удобные для обитания территории были уже заняты). Об этом же свидетельствуют и материалы ревизии, проведенной в Туркестане в 1907 г. Больше всего ревизия отметила узбеков (даштикипчакских – С.Г.) именно в Кокандском уезде 31,87%, в то время как в Маргиланском уезде их отмечено всего 3,02%, в Наманганском 0,02, в Андижанском и Ошском по 0,01%.. В переписи 1909 года основное население Яйпана и его окрестностей также было отмечено как узбеки, а не сарты. На карте «An Historical Atlas of Central Asia» Юрия Брегеля указано, что в районах Яйпана проживали узбеки-минги. Также есть информация о узбеках-кунгратах в окрестностях Яйпана (село Укчи), пришедших из Бухарского ханства. Также судя по сохранившимся топонимам в пределах данного района, можно предположить, что здесь проживали представители таких племён, как балгалы, джалаир, найман, бешкапа и сарай. В Северном Таджикистане, в районах, близких к Яйпану, племена кунграт и джалаир входили в состав племенного объединения балгалы. Возможно, именно этим объясняется совместное проживание представителей балгалы, кунгратов и джалаиров в одном районе в окрестностях Яйпана. Однако сегодня население Яйпана и прилегающих сёл в значительной степени утратило племенную идентичность. Причинами этого стали урбанизация, внутренняя миграция и общее смешение населения. В Яйпане и его окрестностях семейно-родственные группы изначально селились компактно, выступая в разных ролях — как коллективы, распоряжающиеся землёй, ирригацией или трудом. Об этом свидетельствует, в частности, употребление термина уруг су («вода рода») как единицы измерения воды, что отражает пережитки родового устройства в системе водопользования.
Возникновение и наименование кишлаков этого региона можно поделить на две части: до Кокандского ханства (1709 г.) и после. До времен Кокандского ханства селения располагались вблизи источников воды (родники, ручьи) и названия селений были в основном родовыми (Найман, Кенегес, Джалаир, Минглар, Кырклар, Катаган, Мангыт, Овчи, Карга, Тургай, Афган, Галча и др.) или географическими (Ак-язы, Сарык-язы, Кара-язы, Кумарык, Ташкишлак, Какыр, Айдинбулак, Джийда, Туптал, Актепа, Шуркишлак и др.).
В период Кокандского ханства (1709-1876 гг.), особенно в XIX веке, влиятельным людям, верно служившим ханству, в основном выдавались уделы из районов где протикали каналы из кишлаков Кара-язы и Ак-язы. В итоге кишлаки получили названия от их основателей – людей, которым были выданы эти земли как удел: Кулибек, Супидашт, Даштхасан, Даштчулпан, Курназар, Казикалан, Казиюл куззат, Хатамтай, Ражабгарди, Давлатбатыр, Курбанмерган, Тухлимерган, Аширкулмерган, Бабаходжа, Сулейман, Батырбай и другие.
В XVII–XVIII веках вожди рода минг заняли значительные сельскохозяйственные территории вокруг Коканда, а в XVIII веке, уже будучи оседлым узбекским родом, сумели захватить политическую власть. С XVIII века Яйпан был частью Кокандского ханства. Когда Шахрух-бий ибн Шахмаст-бий взошёл на кокандский престол в начале XVIII века, одной из его первых внешнеполитических инициатив стало установление дружественных связей с правителями соседних городов — Маргилана, Исфары, Яйпана, Андижана, Намангана, Оша, Узгена и других. С целью укрепления позиций ханства Шахрух-бий направлял послания и ценные дары, тем самым закладывая основу для региональных политических союзов.
Этот кишлак стал родиной поэтов, ученых и военных, которые внесли значительный вклад в развитие ханства. Кроме того, Яйпан был свидетельством множества интересных событий. Например, в начале XIX века, во время попытки захватить трон, сын Алим-хана Ибрахим-бек был казнён в Яйпане. В 1843 году другой сын Алим-хана — Аталык-бек был казнён в Яйпане по приказу Шерали-хана.
В 1790 году по приказу Нарбута-бия, в Яйпане были построены мечеть и медресе. При мулле Султан Аламе и мулле Эшмат Халифе были проведены работы по расширению поселения. В 1910 году в кишлаке был построено первое промышленное предприятие – фабрика по чистке хлопка.

Яйпан был упомянут в стихах Мукимий:
Yayfan agarchi xushhavo,
Odamlari engilnamo,
Bir-birlarila doimo
Bo'lar-bo'lmasga jang ekan.
А также:
Yayfan kabi tolzor kam,
Yo'q soyasida zarra g'am,
Zebo sanam, qoshi kalam,
Jononlari bisyor ekan.
В окрестностях Яйпана, например в районе Давлатбатыра, было много перепелов и охотников на них. На свадьбах чаще забивали лошадей, а позже — быков и овец. Обрезания мальчиков отмечались в течение 3–9 дней и сопровождались торжествами с играми, такими как купкари и кураш. Жители сёл вокруг Яйпана в прошлом занимались разведением овец, крупного рогатого скота, коз, лошадей и верблюдов. Они продавали скот в такие регионы, как Коканд, Ура-Тюбе и Каратегин, а взамен привозили породистых животных для дальнейшего разведения. Лошадей и верблюдов отправляли в Самарканд и Бухару, откуда привозили чистокровных скакунов.
12-15 июля 1916 года масштабные беспорядки населения произошли в селах Файзабад, Хазратша, Риштан, Яйпан и Бачкир. Итак, в июле 1916 года восстания распространились на всю Ферганскую долину. По информации, вооруженные столкновения между местными жителями и воинскими частями произошли в 17 местах долины. В результате этих конфликтов сотни невинных людей были убиты и тысячи получили ранения. Во время национально-освободительной борьбы в Средней Азии в первой половине XX века, Яйпан и окрестные сёла стали одними из региональных центров сопротивления.
В районе Яйпана происходили ожесточённые столкновения между басмачами и российскими войсками. В одном из эпизодов некоторым курбаши удалось укрыться в холмах Укчи. Мирные жители деревень Раджабгарди и Укчи, опасаясь приближения российских солдат, пытались спрятаться в окрестных рвах и оврагах — в Дарвешабаде, Даштхасане, Акъязы, Кушкунаке, Джангире и Элчи. Однако солдаты обнаружили их укрытия и устроили расправу — около 160 безоружных людей были убиты, а тех, кто пытался бежать, расстреляли на месте.
В 1930 году многие жители Яйпана и окрестных кишлаков в процессе раскулачивания были репрессированы, расстреляны или изгнаны в Херсонскую и Николаевскую области СССР.
8 мая 1958 года кишлак Яйпан получил статус посёлка городского типа. Статус города был присвоен в 1975 году.

## География
Город расположен в 12 км от одноимённой железнодорожной станции (на линии Коканд — Канибадам).

## Население
| 1959 | 1970 | 1979   | 1989   | 2005   |
| ---- | ---- | ------ | ------ | ------ |
| 5373 | 8634 | 13 126 | 15 984 | 21 000 |

## Промышленность
В городе расположены предприятия лёгкой промышленности.

## Известные уроженцы
Из Яйпана был родом Маулана Гази Хуканди. Он был среди знати и военных, близких к дворцу Нарбуты-бия. Во время правления Умар-хана, он уже дистанцировался от дворцовой жизни и занялся поэзией. Также некоторое время он занимал пост кади в Яйпане и был улемом. Скончался в 1817 году при Умар-хане.
Из Яйпана также вышли выдающиеся поэты, такие как Нармухаммад Яри, Шахназар Яйфани и Махмуд Хаким Яйфани. Махмуд Хаким Яйфани – знаменитый поэт, историк и врач времён Кокандского ханства.
В Яйпане родились потомки Мирзы Каландар Мушрифа Исфараги, поэта и кади-аскара при Умар-хане, который написал «Шах-наме» Умар-хана (или «Тарих-и Умар-хани»). Сам Исфараги родился в Коканде, но получил нисбу «Исфараги» за своё служение кади в Исфаре. Его сын Мирза Айюб Бехжат был известным поэтом и китабдаром при Умар-хане, Мухаммад Али-хане и Худояр-хане. Ему было даровано село Аимча-Какыр, расположенное недалеко от Яйпана, в качестве мулька. Его потомки занимали важные должности, например, Мирза Музафарридин был главой Яйпанской волости и мингбаши Яйпана.
Кишлак Дарвешабад, расположенный в районе Яйпана, был благоустроен его жителями, обратившимися к Мухаммад Али-хану с просьбой утвердить трёхлетний харадж и танаб этого нового селения в качестве вакфа для ханака Маулана Дервиша, находившегося в Коканде в махалле Утаб-бакавула. Мухаммад Али-хан одобрил это, и доходы от кишлака были переданы в постоянный вакф ханаки. Из-за этого село временно получило название Ишан-чек. Сам кишлак Дарвешабад был основан Фарманкулом, сыном Чулпана. Чулпан, в свою очередь, был кокандским беком, которому в начале XIX века получил удел в степной местности (Дашт) рядом с Яйпаном. Он поселился там со своей семьёй и людьми, а основанное селение получило название Даштчулпан. Его три сына впоследствии основали соседние сёла — Даштхасан, Бабаходжа и Дарвешабад.
В 1854 сын Канаат-шаха, Давлат-батыр, получил в удел земли близ Яйпана, и в его честь было основано село Давлатбатыр. Канаат-шах был выдающимся политическим и военным деятелем Кокандского ханства в XIX веке, занимая ключевые посты при Худояр-хане и Малла-хане. Он сыграл важную роль в управлении ханством и военных кампаниях, включая организацию обороны против русских войск. После смерти Малла-хана Канаат-шах активно содействовал восстановлению Худояр-хана на троне. Мирза Давлат-батыр продолжил дело своего отца, активно участвуя в военных кампаниях, получив от Алимкула назначение хакима города Туркестана. В конце концов, он погиб шахидом в бою с русскими войсками.
Кишлак Раджабгарди получил своё название в честь навкара Раджаба из Каратегина, который служил Алим-хану. В 1804 году он получил в этой местности земельный надел и обосновался там, переселив своих родственников и земляков из Каратегина. После проведения оросительных работ селение стало расширяться, и туда начали переезжать дехканы из других сёл.
Кишлак Джуманбайчек был основан мирабом Джума-баем из кишлака Исфана (ныне территория Кыргызстана), получившим земельный надел от Умар-хана в 1835 году.
Кишлак Хатамтай связан с пастухом из числа обслуживавших скот Умар-хана.
Кишлак Кулибек назван в честь военачальника Сайидкули-бека (Кули-бека) из рода минг, дяди Умар-хана и Надиры. Он участвовал в завоевании долины Кетмен-тюба в 1810 году и сыграл важную роль при дворе Умар-хана. В награду получил земли в районе Яйпана, где основал поселение, названное его именем.
Также из Яйпана вышел Халифа-и Ишан Алтмыш – муршид (духовный наставник) Худояр-хана. В кокандских источниках имя Алтмыша сопровождают звучные эпитеты, вроде «Полюса эпохи и наставника своего времени». Халифа-и Алтмыш в 1872 году открыл медресе в Коканде с 13 худжрами (комнатами). Кокандский хан передал доходы деревни Давлатбатыр в качестве вакфа для ханаки Халифа-и Алтмыша. Вплоть до революции потомки этого ишана приезжали и собирали различные налоги с дехкан. Сын Халифа-и Алтмыша – Назармухаммад занимал пост элликбаши. В 1934–1936 гг. сына Назармухаммада – Мухамммад Али Ахунда и его семью подвергли раскулачиванию и вынудили переселиться в Скодовск в Херсонской области. Мухаммад Али Ахунд был расстрелян по подозрению в связях с Туркестанским легионом и Вали Каюм-ханом.
В Яйпане родился Бегимкул Суфи – один из крупнейших купцов Ферганской долины начала XX в. из рода ачамайлы (подрод рода вахтамгалы узбекского племени кунграт).
Город Яйпан и его окрестные кишлаки являются родиной для таких курбаши как Ислам Палван, Карабай, Жура Пансад, Кичик Ислам, Пулат Ахунд, Худайкули Пансад, Шермат Пансад, Эргаш Пансад, Эрмухаммад, Кучкар Пансад, Хамзахан Махсум. Из Яйпана вышли также Атабай Хамракулов, Салиходжа Маткаримов, Сатимбай Асраркулов и Нармирза Салиев, которые служили в отрядах курбаши Муллы Эргаша.
В 1952 году в Яйпане родился народный артист Узбекистана Мухаммадали Абдукундузов.
Алихан-тура Сагуни неоднократно посещал Яйпан, где поддерживал тесные связи с местными улама. Его сын, Бахманъяр, также поддерживал отношения с Яйпаном.